# Komjáthyné Závodszky Teréz
Komjáthyné Závodszky Teréz (Fót, 1860. január 27. – Budapest, 1930. október 9.) színésznő.

## Életútja
1876. október 1-jén kezdte pályafutását Debrecenben. Volt kórustag, alakított kisebb szerepeket, volt opera-énekesnő és drámai hősnő is. 1878-ban Mándoky Béla társulatában lépett fel Nagyváradon. 1887-ben Somogyi Károlynál, 1890-ben Krecsányi Ignácnál szerepelt. 1893 virágvasárnapján házasságot kötött Komjáthy Jánossal és ezt követően őnála játszott. Megfordultak Győrött, Sopronban, Debrecenben és Kassán is. 1910-ben vonult vissza. 1926-ban férjével Kistarcsán telepedtek le.

## Fontosabb szerepei
- Medea (Grillparzer)
- Stuart Mária (Schiller)
- Fedora (Sardou)
- Bátki Tercsi (Tóth Ede: A falu rossza)

## Működési adatai
1881: Mándoky Béla; 1881–84: Krecsányi Ignác; 1884–85: Kassa; 1885–87: Krecsányi Ignác; 1887–89: Győr-Sopron, Kassa; 1890–1903: Krecsányi Ignác.